# Jangipur (Uttar Pradesh)
Jangipur è una suddivisione dell'India, classificata come nagar panchayat, di 11.100 abitanti, situata nel distretto di Ghazipur, nello stato federato dell'Uttar Pradesh. 